# Хаплогрупа N-M231
Хаплогрупа N ili Y-ДНК хаплогрупа N је једна од хаплогрупа у људској генетици.

## Заступљеност
Ово хаплогрупа је заступљена у северној Евроазији, великим делом међу говорницима уралских језика. На државном нивоу, ово је доминантна хаплогрупа једино код становништва Финске (58%). Што се тиче друге две државе у којима се претежно говоре уралски језици (Естоније и Мађарске), међу становништвом обе ове земље је доминантна Хаплогрупа R (у Естонији 39%, у Мађарској 51%). Међутим, Хаплогрупа N је у Естонији друга по бројности и заступљена је са 36%, док у Мађарској готово није ни заступљена.
Поред тога, Хаплогрупа N је заступљена у значајном проценту у појединим државама у којима се говоре индоевропски балто-словенски језици: Русији (23%), Литванији (43%) и Летонији (28%). У мањем проценту је заступљена и у Украјини (9,4%), Белорусији (5%), Чешкој (5%), Србији (4,5%), Црној Гори (5,2%), Шведској (11%), Казахстану (9,3%), Монголији (10,3%), итд.

## Порекло
Претпоставља се да је ова хаплогрупа настала у јужној Азији пре 15-20.000 година, али је огранак ове хаплогрупе који се може наћи у Европи настао у јужном Сибиру пре 12.000 година, а проширио се на североисток Европе пре 10.000 година.
Хаплогрупа N настала је из шире парагрупе NO. У том смислу најближа хаплогрупи N на филогенетском стаблу је Хаплогрупа O, која је претежно заступљена у југоисточној Азији. Примера ради, 73% становништва Кине поседује Хаплогрупу O.